# CP AMP 800
De AMP 800 is een type dieseltrein ook wel Autorail métrique grand confort genoemd voor het meterspoor van de Chemins de fer de Provence (CP).

## Geschiedenis
De AMP 800 is een verdere ontwikkeling uit treinen van de serie AMG 800.
De AMP 800 treinstellen zijn net als de AMG 800 treinstellen voorzien van airconditioning, panoramaramen, toilet en digitale informatieborden.
Afgeleide treinen zijn:
- SNCF 12 treinen sinds 2002 als type AMG 800
- Société nationale des chemins de fer tunisiens (SNCFT) 10 treinen sinds 2008 als type AMT 800

## Treindienst
De trein worden sinds 2010 gebruikt op het traject Nice - Lingostière.